# Martin Bruce Bayer
Martin Bruce Bayer   (Empangeni, 30 de juny de 1935) és un botànic i explorador sud-africà; i cuidador del Jardí botànic Karoo de Worcester (Sud-àfrica). Ha treballat extensament amb el gènere Haworthia de Sud-àfrica i del món.

## Algunes publicacions

### Llibres
- 1999. Haworthia revisited: a revision of the genus. Ed. Umdaus Press. 250 pp. ISBN 1919766065
- 2004. New Haworthia species/combinations published subsequent to Haworthia revisited. Nº 7 de Alsterworthia international: Special issue. Ed. Mays. 35 pp. ISBN 0953400484
- 2002. Haworthia update: essays on Haworthia. Volum 1 d'Essays on Haworthia. Ed. Umdaus Press. 64 pp. ISBN 1919766219

## Honors

### Epònims
- (Aloaceae) Haworthia bayeri J.D.Venter & S.A.Hammer[3]
- (Asclepiadaceae) Huernia bayeri L.C.Leach[4]
- (Asparagaceae) Asparagus bayeri (Oberm.) Fellingham & N.L.Mey.[5]